# 크리스토발 파랄로
크리스토발 파랄로 아길레라(스페인어: Cristóbal Parralo Aguilera, 1967년 8월 21일 ~ )는 줄여서 크리스토발(스페인어: Cristóbal)로 알려진 스페인의 전직 프로 축구 선수로, 현재 라싱 페롤의 감독이다.
그는 주로 우측 수비수로 활약했지만, 중앙 수비수를 맡을 수도 있었다.

## 선수 경력

### 클럽
크리스토발은 스페인 안달루시아주 프리에고 데 코르도바에서 태어나 바르셀로나의 유소년부를 졸업하고 라리가 1987-88 시즌에 프로 무대에 데뷔했고, 카탈루냐 연고 구단이 코파 델 레이를 우승할 당시 주전으로 활약했다. 그는 이후 오비에도와 로그로녜스에서 인상적인 활약에 힘입어 캄 노우에 복귀할 수 있었다.
크리스토발은 바르셀로나에 복귀한 후에는 별로 출전 기회를 잡지 못하고 오비에도에 복귀했다: 이어지는 9시즌 동안 (오비에도에서의 3년과, 바르사의 이웃 에스파뇰에서의 6년) 대게 주전으로 활약하였고, 2001년에 스페인을 떠날 당시 라리가 454경기 출장 기록을 세웠다. 34세의 파랄로는 파리 생제르맹으로 건너가 리그 1에서 준수한 2년을 보내고 2002-03 시즌이 끝나고 현역에서 은퇴하였다.

### 국가대표팀
크리스토발은 6번의 스페인 국가대표팀 경기에 출전하였는데, 첫 경기는 1991년 9월 4일에 오비에도에서 벌어진 우루과이와의 친선경기였다.

### 국가대표팀 득점 기록
| #  | 날짜            | 경기장                        | 상대       | 점수 | 결과 | 대회                 |
| -- | --------------- | ----------------------------- | ---------- | ---- | ---- | -------------------- |
| 1. | 1993년 2월 24일 | 스페인 세비야 베니토 비야마린 | 리투아니아 | 1–0  | 5–0  | 1994년 월드컵 예선전 |

## 감독 경력
친정 에스파뇰의 단장으로 잠깐 역임한 파랄로는 포르투갈로 건너가 같은 스페인 출신의 키케 산체스 플로레스와 함께 벤피카의 감독진에 들어가 2008-09 시즌을 보냈다. 2009년 2월 초, 그는 스페인 무대에 복귀해 세군다 디비시온 B의 페냐 데포르티바 감독으로 취임했으나, 강등으로 끝난 시즌에 역임한 둘 중 하나로 남게 되었다.
파랄로는 2009년 6월에 세군다 디비시온의 지로나와 1년 계약을 맺었다. 그러나 이 곳에서도 1년을 넘기지 못하고 뒤에서 2위로 뒤처지면서 10월 26일에 9경기 승점 7점으로 해고장을 받았다.
2017년 10월 24일, 데포르티보의 1군 감독 페페 멜이 성적 부진으로 경질되면서 2군 감독이었던 파랄로가 6월 30일까지 1군 감독을 대행했다. 불과 3달밖에 지휘하지 못한 가운데 막판 3경기에서 14골을 실점(이 기간 동안 레알 마드리드와 레알 소시에다드 원정에서 각각 1-7, 0-5로 대패했다)을 기록하면서, 그도 감독직을 이어나가지 못했다.
2018년 6월 19일, 파랄로는 2부 리그 알코르콘의 지휘봉을 잡았다. 그는 10월에 계약을 연장해 2019-20 시즌까지 계약했지만, 1년 만에 해고되고 프란 페르난데스가 그의 후임이 되었다.
파랄로는 2019년 11월 11일에 이반 아니아의 후임으로 시즌 내내 15번의 경기 중 1승에 그친 라싱 산탄데르 감독이 되면서 다시 2부 리그 감독을 맡았다. 이듬해 2월 4일, 그는 상호 계약 해지로 구단을 떠났는데, 소속 구단은 11번의 경기 중 1승밖에 추가하지 못해 최하위로 내려앉았다.
2021년 2월 10일, 파랄로는 해임된 에밀리오 라라스 감독의 후임으로 라싱 페롤 감독이 되었다.

## 감독 통계
2021년 5월 9일 기준
| 구단            | 국적      | 취임             | 해임             | 기록 | 기록 | 기록 | 기록 | 기록 | 기록 | 기록 | 기록  | 주     |
| 구단            | 국적      | 취임             | 해임             | 전   | 승   | 무   | 패   | 득   | 실   | 차   | 율 %  | 주     |
| --------------- | --------- | ---------------- | ---------------- | ---- | ---- | ---- | ---- | ---- | ---- | ---- | ----- | ------ |
| 페냐 데포르티바 | 스페인    | 2009년 2월 11일  | 2009년 6월 25일  | 14   | 3    | 3    | 8    | 12   | 22   | −10  | 21.43 | [ 18 ] |
| 지로나          | 스페인    | 2009년 6월 25일  | 2009년 10월 26일 | 11   | 2    | 4    | 5    | 10   | 17   | −7   | 18.18 | [ 19 ] |
| 담              | 스페인    | 2012년 10월 11일 | 2016년 6월 27일  | 118  | 68   | 23   | 27   | 217  | 117  | +100 | 57.63 |        |
| 데포르티보 B    | 스페인    | 2016년 6월 27일  | 2017년 10월 24일 | 50   | 34   | 8    | 8    | 98   | 36   | +62  | 68.00 | [ 20 ] |
| 데포르티보      | 스페인    | 2017년 10월 24일 | 2018년 2월 4일   | 15   | 3    | 3    | 9    | 18   | 39   | −21  | 20.00 | [ 21 ] |
| 알코르콘        | 스페인    | 2018년 6월 19일  | 2019년 7월 1일   | 44   | 15   | 10   | 19   | 37   | 43   | −6   | 34.09 | [ 22 ] |
| 라싱 산탄데르   | 스페인    | 2019년 11월 11일 | 2020년 2월 4일   | 12   | 1    | 6    | 5    | 10   | 14   | −4   | 8.33  | [ 23 ] |
| 라싱 페롤       | 스페인    | 2021년 2월 10일  | 현임             | 12   | 7    | 3    | 2    | 16   | 11   | +5   | 58.33 | [ 24 ] |
| 경력 합계       | 경력 합계 | 경력 합계        | 경력 합계        | 276  | 133  | 60   | 83   | 418  | 299  | +119 | 48.19 | —      |

## 수상

### 선수
바르셀로나
- 라 리가: 1991–92
- 코파 델 레이: 1987–88
- 유러피언컵: 1991–92
- 컵위너스컵: 1988–89

에스파뇰
- 코파 델 레이: 1999–2000

파리 생제르맹
- 인터토토컵: 2001[25]
- 쿠프 드 프랑스 준우승: 2002–03

## 같이 보기
- 라리가의 선수 목록 (400경기 이상 출장)